# Città di Israele
Questa pagina elenca le 73 autorità locali di Israele che hanno il titolo ufficiale di città.